# Stazione di Tufo
La stazione di Tufo è una fermata ferroviaria posta sulla linea Benevento-Avellino. Serve il centro abitato di Tufo.

## Storia
Situata nella periferia del paese, aveva inizialmente grande importanza a causa della vicinanza dello scalo merci alle miniere di zolfo, attive dal 1878. Dagli anni 1960 diminuì la rilevanza delle miniere, chiuse nel 1972, e, contemporaneamente, anche quella della stazione.
In seguito al terremoto del 1980, il fabbricato viaggiatori, danneggiato, venne sostituito con il semplice fabbricato ad un piano tuttora esistente, e venne eliminato l'ormai inutilizzato scalo merci. Da metà degli anni 1990, quella di Tufo è diventata una fermata impresenziata, essendo stato scollegato il secondo binario.
Dal 12 dicembre 2021 la fermata, come il resto della linea, è autosostituita per i lavori di elettrificazione in corso.

## Strutture e impianti
La fermata è dotata di un semplice fabbricato viaggiatori ad un piano e di un singolo binario passante, dotato di banchina, per il servizio viaggiatori. Alle spalle della fermata è tuttora visibile il palazzo principale del complesso delle miniere di zolfo, ristrutturato negli anni 2010.

## Movimento
La stazione è servita da alcuni treni regionali svolti da Trenitalia nell'ambito del contratto di servizio con la Regione Campania, per Avellino, Salerno e Benevento, attualmente autosostituiti.